# Liste der Baudenkmäler in den Nürnberger Stadtteilen Wöhrd und Rennweg
Dies ist eine Teilliste der Liste der Baudenkmäler in Nürnberg. Sie enthält die in der Bayerischen Denkmalliste ausgewiesenen Baudenkmäler auf dem Gebiet der Stadtteile Marienvorstadt, Wöhrd und Rennweg der kreisfreien Stadt Nürnberg in Bayern. Grundlage ist die Bayerische Denkmalliste, die auf Basis des bayerischen Denkmalschutzgesetzes vom 1. Oktober 1973 erstmals erstellt wurde und seither durch das Bayerische Landesamt für Denkmalpflege geführt und aktualisiert wird. Die folgenden Angaben ersetzen nicht die rechtsverbindliche Auskunft der Denkmalschutzbehörde.
Diese Teilliste enthält Objekte aus folgenden statistischen Stadtteilen und deren statistischen Distrikten:
- 00 Engere Innenstadt: 02 Marienvorstadt, 09a Wöhrd, 09b Rennweg
- 02 Weiterer Innenstadtgürtel West/Nord/Ost:  27 Veilhof, 28 Tullnau, 29 Gleißhammer

## Ensemble Prinzregentenufer

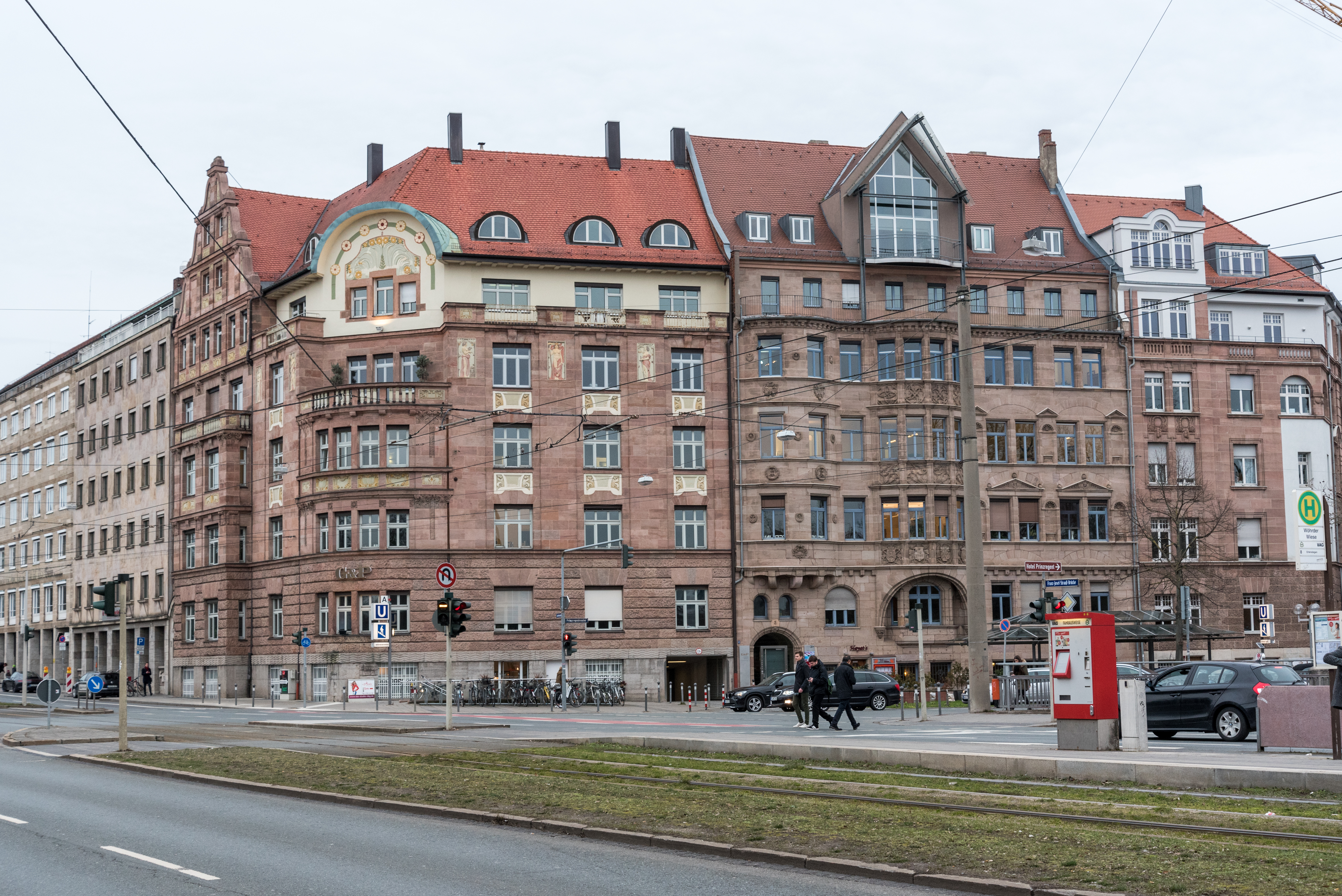
Drei Häuser des Ensemble Prinzregentenufer

Das Ensemble (Lage)
umfarrt die nördlich der Pegnitz gelegene sehr repräsentative Wohnbebauung der Zeit vor dem Ersten Weltkrieg. Das Ensemble ist insofern ein Denkmal der industriellen Entwicklung der Stadt Nürnberg, als auf diesem altstadtnahen Gelände, östlich der Stadtmauer am Ufer der Pegnitz sich das alte Werksgelände von Cramer-Klett befand.
Nach Verlegung des Werks wurde das Werksgelände verkauft und die Gebäude wurden zwischen 1898 und 1901 abgerissen. Dies ermöglichte es aufgrund von vom Stadtbauamt entworfenen Baulinienplänen hier ein neues Wohnviertel zu erbauen; bis über die Inflationsjahre hinweg wurden die einzelnen Grundstücke verkauft und repräsentativ neu bebaut, und zwar mehrgeschossig zur hohen Ausnutzung des teuren Baulandes. In hervorragender städtebaulicher Situation entstand so eines der besten Wohnviertel der Stadt dieser Zeit.
Aktennummer: E-5-64-000-25.

## Baudenkmäler

### Wöhrd
| Lage                                        | Objekt                                                                               | Beschreibung | Akten-Nr.                | Bild           |
| ------------------------------------------- | ------------------------------------------------------------------------------------ | --- | ------------------------ | -------------- |
| Arnulfstraße 4 (Standort)                   | Umfriedungsmauer und Torgitter, ehemals einer Villa von Paul Ludwig Troost zugehörig | Massivbau mit klassizisierenden Stilelementen, um 1910 | D-5-64-000-1577 Wikidata | BW             |
| Emilienstraße 2, Theodorstraße 1 (Standort) | Mietshaus                                                                            | Stattlicher vier- bis fünfgeschossiger Bau mit Neurenaissancedekor, verputzter Massivbau mit Walmdächern und Schleppgauben, mit Sandstein-Erkern sowie Massiverker mit Walmdach, reicher Reliefschmuck, um 1905/06 | D-5-64-000-1944 Wikidata | weitere Bilder |
| Emilienstraße 3 (Standort)                  | Mietshaus                                                                            | Viergeschossiger Traufseitbau mit Satteldach und Schleppgauben, verputzter Spätjugendstilbau mit polygonalem Sandsteinchörlein, mit rückwärtigem Seitenflügel und Vorgarten, 1911/12 von Peringer und Rogler | D-5-64-000-421 Wikidata  | weitere Bilder |
| Emilienstraße 4 (Standort)                  | Mietshaus                                                                            | Viergeschossiger Traufseitbau mit Mansarddach und Schleppgauben, Erdgeschoss Sandsteinquadermauerwerk, Obergeschosse weitgehend verputzt, mit Sandsteinchörlein und reichem klassizisierendem Jugendstildekor, um 1906/07 | D-5-64-000-422 Wikidata  | weitere Bilder |
| Emilienstraße 5 (Standort)                  | Miets- und Geschäftshaus                                                             | Viergeschossiger verputzter Traufseitbau mit Satteldach und abgewalmten Dachgauben, fünfgeschossiger Mittelrisalit mit Walmdach, bezeichnet „1924“ | D-5-64-000-423 Wikidata  | weitere Bilder |
| Emilienstraße 10 (Standort)                 | Mietshaus                                                                            | Stattliches viergeschossiges Eckhaus mit Mansarddach und Schleppgauben, Sandsteinquaderbau mit Erkern, rundem Eckerker sowie drei Zwerchgiebeln, reicher Neubarockdekor mit Jugendstileinfluss, bezeichnet „1905“ | D-5-64-000-424 Wikidata  | weitere Bilder |
| Hirsvogelstraße 9, 11, 13 (Standort)        | Ehemaliges Lehrlingsheim für die Flüchtlingsjugend in Deutschland                    | Drei Holzfertighäuser der schwedischen Holzfertighausfirma Aneby Hus, 1950–1951 errichtet von der schwedischen Hilfsorganisation Rädda Barnen, Hauptgebäude, zweigeschossiger t-förmiger Bau mit flachem Satteldach; zwei Heimgebäude, langgestreckte, zweigeschossige Bauten mit flachen Satteldächern, zur Straße hin traufständig; im Juli 2024 nicht mehr in situ auffindbar | D-5-64-000-2464          | BW             |
| Hirsvogelstraße 14 (Standort)               | Hochbunker, ehemaliger Luftschutzbunker und Luftschutz-Warnzentrale                  | Zweigeschossiger, mehrfach abgewinkelter und in der Höhe gestaffelter Massivbau aus Stahlbeton mit steilen Satteldächern, Bodenerker, Dacherkern mit Schopfwalm und Dachgauben, durch Angleichung an ehemalige Vorstadtbebauung getarnt, 1940/41 | D-5-64-000-2772 Wikidata | weitere Bilder |
| Keßlerplatz 1 (Standort)                    | Mietshaus                                                                            | Viergeschossiges Eckhaus mit abgewalmtem Mansarddach und vorspringendem abgewalmtem Dacherker, Erdgeschoss rustiziertes Quadermauerwerk, Obergeschosse weit vorkragend und verputzt, Spätjugendstil mit Reliefschmuck (Muschelkalk), 1910 | D-5-64-000-984 Wikidata  | weitere Bilder |
| Keßlerplatz 3 (Standort)                    | Mietshaus                                                                            | Viergeschossiger Traufseitbau mit Satteldach, Giebelgauben sowie hölzernen Dacherkern mit Spitzhelm, breit gelagerter Sandsteinquaderbau im Neu-Nürnberger-Stil mit Sandsteinerker, 1903 | D-5-64-000-985 Wikidata  | weitere Bilder |
| Keßlerplatz 5 (Standort)                    | Mietshaus                                                                            | Fünfgeschossiger zweiflügeliger Traufseitbau mit Satteldach und Mansardvorblendung, Erdgeschoss rustiziertes Sandsteinquadermauerwerk, Obergeschosse verputzt, breiter Erkervorsprung, dekorativer Jugendstil mit Reliefs, bezeichnet „1911“ | D-5-64-000-986 Wikidata  | weitere Bilder |
| Keßlerplatz 9 (Standort)                    | Mietshaus                                                                            | Fünfgeschossiger verputzter Bau über erhöhtem Sockelgeschoss in rustiziertem Sandsteinquadermauerwerk, Mansarddach mit modernen Schleppgauben, breiter Erkervorsprung, Spätjugendstildekor, bezeichnet „1914“ | D-5-64-000-987 Wikidata  | weitere Bilder |
| Keßlerplatz 11, 11 a (Standort)             | Mietshausgruppe                                                                      | Stattliches zweiflügeliges Eckhaus mit Mansardwalmdach, fünfgeschossiger verputzter Massivbau mit Spätjugendstildekor, Erker mit Walmdach sowie polygonaler Eckerker und Chörlein, Reliefschmuck wohl des ehemaligen Geschäftseingangs an der Gebäudeecke, um 1910/14 | D-5-64-000-988 Wikidata  | weitere Bilder |
| Keßlerplatz 15 (Standort)                   | Mietshaus                                                                            | Stattliches fünfgeschossiges Eckhaus mit Walmdach, verputzter Massivbau mit Erker und turmartigem polygonalem Eckerker mit Haubendach, reicher Jugendstildekor, um 1906, Schleppgauben modern | D-5-64-000-989 Wikidata  | weitere Bilder |
| Laufertorgraben 2 (Standort)                | Mietshaus                                                                            | Stattliches zweiflügeliges Eckhaus mit Walmdach und Zwerchgiebeln, fünfgeschossiger Sandsteinquaderbau mit Mittelrisalit und abgerundeter Gebäudeecke, Jugendstilbau mit reichem polychromen Reliefdekor, 1904 von Jakob Schmeißner, Dachgauben modern | D-5-64-000-1181 Wikidata | weitere Bilder |
| Liebigstraße 3 (Standort)                   | Villa                                                                                | Herrschaftlicher neuklassizistischer Mansarddachbau mit Schleppgauben, zweigeschossiger verputzter Massivbau, tonnengewölbter Säulenportikus sowie polygonaler eingeschossiger Pavillonanbau, 1908 von Paul Ludwig Troost | D-5-64-000-1202 Wikidata | weitere Bilder |
| Liebigstraße 3 (Standort)                   | Umfriedungsmauer                                                                     | Zugehörig klassizierende Umfriedungsmauer und Pergolen, um 1910 | D-5-64-000-1202 Wikidata | weitere Bilder |
| Nähe Äußere Cramer-Klett-Straße (Standort)  | Pavillon, sogenannter Apollo-Tempel                                                  | Klassizistischer eingeschossiger Rundbau, Rotunde mit Kuppeldach, Laterne und Statue, Umgang mit Pultdach, Eingangsvorbau mit Satteldach, verputzt, um 1820/30, Rest der Gärten bei Wöhrd des 15./16. Jahrhunderts | D-5-64-000-38 Wikidata   | weitere Bilder |
| Prinzregentenufer (Standort)                | Uferbefestigung                                                                      | Stützmauer zwischen Laufertorgraben und Prinzregentenufer 13, mit Sitznischen und Geländergittern in Spätjugendstilformen, um 1910 | D-5-64-000-1580 Wikidata | weitere Bilder |
| Prinzregentenufer 3 (Standort)              | Mietshaus                                                                            | Fünfgeschossiger Sandsteinquaderbau mit Satteldach, zwei Sandsteinerker, reich ornamentierter Bau im Neu-Nürnberger-Stil, bezeichnet „1904“, Dach mit Schleppgauben und Giebeldacherker modern ausgebaut | D-5-64-000-1571 Wikidata | weitere Bilder |
| Prinzregentenufer 5 (Standort)              | Mietshaus                                                                            | Stattliches dreiflügeliges Eckhaus, fünfgeschossiger Sandsteinquaderbau mit flachem Walmdach, Sandstein-Erker, Ornamentik im barockisierenden Jugendstil, bezeichnet „1906“ | D-5-64-000-1572 Wikidata | weitere Bilder |
| Prinzregentenufer 7 (Standort)              | Mietshaus                                                                            | Repräsentatives dreiflügeliges Eckhaus, fünfgeschossiger verputzter Massivbau mit abgewalmtem Satteldach, Zwerchgauben und später hinzugefügtem Oberlichttürmchen, zwei abgerundete Eckerker, figürlicher Reliefschmuck von J. Müller und Spätjugendstildekor, 1907/08 nach Plänen von Peringer und Rogler                                                                       | D-5-64-000-1573 Wikidata | weitere Bilder |
| Prinzregentenufer 9 (Standort)              | Mietshaus                                                                            | Stattliches Traufseithaus mit Satteldach und abgewalmter Zwerchgaube, fünfgeschossiger verputzter Massivbau mit Pilastergliederung und Dekor im klassizierenden Jugendstil, um 1909 nach Plänen von Peringer und Rogler | D-5-64-000-1574 Wikidata | weitere Bilder |
| Prinzregentenufer 11 (Standort)             | Mietshaus                                                                            | Stattliches zweiflügeliges Traufseithaus mit Satteldach und Schleppgauben, fünfgeschossiger verputzter Massivbau mit Mittelrisalit und zwei Erkern, reicher phantastisch abgewandelter Spätjugendstildekor, um 1909 nach Plänen von Peringer und Rogler | D-5-64-000-1575 Wikidata | weitere Bilder |
| Prinzregentenufer 13 (Standort)             | Mietshaus                                                                            | Stattliches zweiflügeliges Traufseithaus mit Satteldach, fünfgeschossiger verputzter Massivbau mit abgewalmtem Mittelrisalit und zwei Erkern, phantastisch abgewandelter barockisierender Spätjugendstildekor, bezeichnet 1914 nach Plänen von Peringer und Rogler, moderne Giebelgauben                                                                                         | D-5-64-000-1576 Wikidata | weitere Bilder |
| Prinzregentenufer 41 (Standort)             | Villa                                                                                | Zweigeschossiger verputzter Massivbau mit Walmdach, vielgliedriger neuklassizistischer Bau mit Mittelrisaliten, polygonalen Erkern und Giebeldacherkern, 1922 nach Plan von Matthias Billmann | D-5-64-000-1578 Wikidata | weitere Bilder |
| Prinzregentenufer 41 (Standort)             | Gartenmauer                                                                          | Mit zugehöriger massiver Gartenmauer | D-5-64-000-1578 Wikidata | weitere Bilder |
| Prinzregentenufer 45 (Standort)             | Villa                                                                                | Zweigeschossiger verputzter Massivbau mit Walmdach und abgewalmten Dacherkern, vielgliedriger dreiflügeliger Bau mit neuklassizistischen Stilelementen, um 1928 | D-5-64-000-1579 Wikidata | weitere Bilder |
| Prinzregentenufer 50 (Standort)             | Bismarck-Denkmal                                                                     | Reiterstandbild des Kanzlers Otto von Bismarck auf hohem turmartigen Sockelbau, Muschelkalk, 1913/14 nach einem Entwurf von Theodor Fischer und Josef Floßmann | D-5-64-000-1581 Wikidata | weitere Bilder |
| Rahm 3 (Standort)                           | Ehemaliges Handwerkerhaus                                                            | Eingeschossiger Traufseitbau mit Satteldach und Giebelgauben, rückseitig Schleppgauben, verputzt, im Kern Mitte 16. Jahrhundert (1551 dendrochronologisch datiert) | D-5-64-000-2454 Wikidata | weitere Bilder |
| Rahm 5 (Standort)                           | Ehemaliges Handwerkerhaus                                                            | Zweigeschossiger Traufseitbau mit Satteldach, Giebelgaube und Schleppgauben, rückseitig zweigeschossiges Zwerchhaus mit Satteldach, verputzter Fachwerkbau, im Kern zweite Hälfte 16. Jahrhundert (1558 dendrochronologisch datiert), Zwerchgiebel um 1710 (dendrochronologisch datiert), mit Neurenaissance-Ergänzungen                                                         | D-5-64-000-1585 Wikidata | weitere Bilder |
| Sulzbacher Straße 32 (Standort)             | Melanchthon-Gymnasium                                                                | Zweiflügeliger dreigeschossiger Bau mit Mansard- und Satteldächern und abgewalmten Dachgauben, Eckbau mit polygonalem Turmaufsatz, Fassade mit Anklängen an Barock und Klassizismus, 1909–11 von M. Ullmann, bildnerischer Schmuck von Max Heilmaier, im Innern (drittes Obergeschoss) Stuckdecke, um 1700, aus dem Vorgängerbau übernommen                                      | D-5-64-000-1924 Wikidata | weitere Bilder |
| Sulzbacher Straße 39 (Standort)             | Mietshaus                                                                            | Stattliches fünfgeschossiges Eckhaus mit Sattel- und Mansardhalbwalmdach, Sandsteindacherker und hölzerne Giebelgauben, Sandsteinbau mit Erker und polygonalem Eckerker mit Haubendach, neubarocke Formensprache, 1901 wohl von Georg Philipp Höfler | D-5-64-000-1925 Wikidata | weitere Bilder |
| Sulzbacher Straße 41 (Standort)             | Mietshaus                                                                            | Stattlicher fünfgeschossiger Bau mit Walmdach und Giebeldacherkern, rückseitig verputzter Sandsteinbau mit Erker, dreigeschossiger verputzter Seitenflügel mit Mansarddach und Giebeldacherkern, neubarocke Formensprache, 1901 von Georg Philipp Höfler | D-5-64-000-1926 Wikidata | weitere Bilder |
| Sulzbacher Straße 45 (Standort)             | Mietshaus                                                                            | Stattlicher fünfgeschossiger Massivbau mit Satteldach, Voluten-Zwerchgiebel und hölzernem Giebeldacherker, Straßenfassade aus Sandsteinquadern, Sandsteinerker und reicher Neurenaissancedekor, rückseitig Ziegelmauerwerk und Zwerchhaus mit Treppengiebel, zweigeschossiger Seitenflügel mit Walm- bzw. Satteldach und Aufzugserker, Ziegelmauerwerk, 1897                     | D-5-64-000-1927 Wikidata | weitere Bilder |
| Sulzbacher Straße 61 (Standort)             | Mietshaus                                                                            | Fünfgeschossiger Bau mit Walmdach, Zwerchgiebel und Giebeldacherkern, Erdgeschoss und viertes Obergeschoss aus Sandsteinquadern, Sandsteinerker, im Übrigen Sichtziegelmauerwerk, Dekor der Neugotik und der Neurenaissance, bezeichnet „1901“ | D-5-64-000-1928 Wikidata | weitere Bilder |
| Theodorstraße 3 (Standort)                  | Mietshaus                                                                            | Stattlicher vier- bis fünfgeschossiger Bau mit Neurenaissancedekor, Massivbau mit Satteldach und Schleppgauben, Erdgeschoss Sandsteinquadermauerwerk, Obergeschosse verputzt, Mittelrisalit mit Zwerchgiebeln, Sandsteinerker mit reichem Reliefschmuck, um 1905/06 | D-5-64-000-1945 Wikidata | weitere Bilder |
| Theodorstraße 5; Theodorstraße 7 (Standort) | Mietshausgruppe                                                                      | Fünfgeschossige Putzbauten mit Satteldächern, Schleppgauben und Dacherkern, breite Sandsteinerker, reicher Jugendstildekor mit klassizisierenden Motiven, Nr. 7 bezeichnet „1907“ | D-5-64-000-1946 Wikidata | weitere Bilder |
| Theodorstraße 5; Theodorstraße 7 (Standort) | Vorgärten und Gitterzaun mit Massivsäulen                                            | | D-5-64-000-1946 Wikidata | weitere Bilder |
| Theodorstraße 9 (Standort)                  | Mietshaus                                                                            | Fünfgeschossiger Traufseitbau mit Satteldach und Schlepp- bzw. Fledermausgauben, stattlicher Putzbau mit Spätjugendstildekor, zwei polygonale Massiverker, um 1910 | D-5-64-000-1947 Wikidata | weitere Bilder |
| Theodorstraße 11 (Standort)                 | Mietshaus                                                                            | Fünfgeschossiges Eckhaus mit Sattel- bzw. weit auskragendem Walmdach und Schlepp- bzw. Fledermausgauben, stattlicher Putzbau mit Spätjugendstildekor, polygonale Massiverker, um 1910 | D-5-64-000-1948 Wikidata | weitere Bilder |
| Weinickeplatz 2 (Standort)                  | Evangelisch-lutherische Pfarrkirche St. Bartholomäus                                 | Flachgedeckte Saalkirche aus Sandsteinquadern und Ziegelmauerwerk mit Satteldach, auf Fundamenten des Vorgängerbaus von 1396–1418, erneuert um 1557–64, von diesem Bau Chor und Südwestturm erhalten, wesentliche Umbauten um 1835 unter Karl Alexander Heideloff und um 1886, nach Zerstörung 1943 Wiederaufbau 1955/56; mit Ausstattung                                        | D-5-64-000-2191 Wikidata | weitere Bilder |
| Nähe Wöhrder Wiesenweg (Standort)           | Brunnenanlage (sogenannter Meergottbrunnen)                                          | Bronzegruppe mit der Darstellung eines Triton auf einem Hippokamp, 1913, Teilkopie nach einem Neptunbrunnen des 17. Jahrhunderts, moderne Aufstellung | D-5-64-000-1077 Wikidata | weitere Bilder |

### Rennweg
| Lage                                                                                | Objekt                                                                   | Beschreibung | Akten-Nr.                 | Bild           |
| ----------------------------------------------------------------------------------- | ------------------------------------------------------------------------ | --- | ------------------------- | -------------- |
| Adamstraße 26 (Standort)                                                            | Mietshaus                                                                | Dreigeschossiger Kopfbau mit Mansardwalmdach und Giebeldachgauben, verputzter Massivbau, Stuckfassade mit reichem Neubarockdekor, bezeichnet „1889“ | D-5-64-000-11             | weitere Bilder |
| Adamstraße 42 (Standort)                                                            | Mietshaus                                                                | Viergeschossiger zweiflügeliger Kopfbau mit Mansardwalmdach, Zwerchgiebeln und Schleppgauben, Massivbau aus Sandstein- und Ziegelmauerwerk, zum Teil verputzt, mit zweigeschossigem Sandsteinerker und Jugendstildekor, um 1907/08 | D-5-64-000-12             | weitere Bilder |
| Adamstraße 44 (Standort)                                                            | Wohnhaus                                                                 | Viergeschossiger Satteldachbau mit Zwerchhaus und Flacherkern, von Mathias Fahrnholz, 1906/07, Fassadenänderung von Mathias Fahrnholz, 1928 | D-5-64-000-3930           | weitere Bilder |
| Adamstraße 45; Rennweg 72 (Standort)                                                | Mietshaus                                                                | Vier- bis fünfgeschossiges dreiflügeliges Eckhaus mit Mansard- und Satteldach, Zwerchgiebeln und Dacherkern, Sandsteinquaderbau, Obergeschosse weitgehend verputzt, zwei viergeschossige Eckerker aus Sandsteinquadern mit Zeltdach, Dekor mit Jugendstilmotiven, bezeichnet „1903“                                                            | D-5-64-000-13             | weitere Bilder |
| Rennweg 72 (Standort)                                                               | Vorgarteneinfriedung                                                     | Steinmauer bzw. -pfeiler mit Ornament-Eisengitterzaun, gleichzeitig | D-5-64-000-13 zugehörig   | BW             |
| Adamstraße 46 (Standort)                                                            | Mietshaus                                                                | Viergeschossiger Traufseitbau mit Satteldach, großem Giebeldacherker und Schleppgauben, Erdgeschoss Sandsteinquadermauerwerk, Obergeschosse massiv verputzt, mit Jugendstildekor, bezeichnet „1907“ | D-5-64-000-14             | weitere Bilder |
| Am Messehaus 2; Am Messehaus 4 (Standort)                                           | Mietshausgruppe                                                          | Viergeschossiges dreiflügeliges Eckhaus mit Walmdach und Zwerchgiebeln, stattlicher Sandsteinquaderbau mit zwei- bzw. dreigeschossigen Sandsteinerkern und Jugendstildekor, um 1905, Dachgauben neu | D-5-64-000-88             | weitere Bilder |
| Am Messehaus 25 (Standort)                                                          | Mietshaus                                                                | Viergeschossiges Eckhaus mit Mansarddach, Zwerchgiebel und Schleppgauben, Erdgeschoss Sandsteinquadermauerwerk, Obergeschosse verputzt, dreigeschossiger Sandstein-Erker und Putzdekor in späten Jugendstilformen, 1912/13 | D-5-64-000-89             | weitere Bilder |
| Am Messehaus 26 (Standort)                                                          | Mietshaus                                                                | Fünfgeschossiger Traufseitbau mit Satteldach, Sandsteinquaderfassade mit erkerartigen Mittelrisalit und Schweifgiebel, Jugendstil, von W. Wiesnet, 1912/13 | D-5-64-000-4440           | weitere Bilder |
| Am Messehaus 26 (Standort)                                                          | Vorgarteneinfriedung                                                     | Eisengitterzaun mit Sandsteinpfeilern, gleichzeitig | D-5-64-000-4440 zugehörig | weitere Bilder |
| Berliner Platz 11 (Standort)                                                        | Evangelisch-lutherische Reformations-Gedächtnis-Kirche                   | Zentralbau, zwölfeckiger Kalksteinbau mit Zeltdach, drei quadratische Türme mit Spitzhelmen, 1934–38 nach Plänen von Gottfried Dauner, nach schweren Kriegsschäden 1957/58 von Fritz Mayer wiederaufgebaut; mit Ausstattung | D-5-64-000-211            | weitere Bilder |
| Berliner Platz 20 (Standort)                                                        | Evangelisch-lutherisches Gemeindehaus der Reformations-Gedächtnis-Kirche | Langgestreckter, zweigeschossiger Giebelbau mit Satteldach, Massivbau mit Fachwerkelementen im Giebelfeld, Fenstergewände Sandstein, turmartiger Anbau mit Zeltdach, 1939/40 von Otto H. Weiß, nach Kriegszerstörung 1948/49 von Fritz Mayer wiederaufgebaut; mit Ausstattung                                                                  | D-5-64-000-2285           | weitere Bilder |
| Bismarckstraße 7; Bismarckstraße 9; Bismarckstraße 11; Bismarckstraße 13 (Standort) | Mietshausgruppe                                                          | Viergeschossige Traufseitbauten mit Satteldächern, Zwerchgiebeln und Dachgauben, Sandsteinquaderbauten mit Jugendstildekor, Gebäude Nr. 7 mit dreigeschossigem Sandsteinerker, um 1903 | D-5-64-000-218            | weitere Bilder |
| Bismarckstraße 12 (Standort)                                                        | Mietshaus                                                                | Viergeschossiges zweiflügeliges Eckhaus mit Mansardwalmdach und hölzernen Giebeldacherkern, Sandsteinquaderbau mit neugotischem und Neurenaissance-Zierwerk, um 1900 | D-5-64-000-219            | weitere Bilder |
| Bismarckstraße 14 (Standort)                                                        | Mietshaus                                                                | Viergeschossiger Traufseitbau mit Mansarddach, Volutenzwerchgiebel und hölzernen Giebeldacherkern, Sandsteinquaderbau mit zweigeschossigem Mittelerker, im Neu-Nürnberger-Stil mit vorwiegend Neurenaissance-Dekor errichtet, um 1900 | D-5-64-000-221            | weitere Bilder |
| Bismarckstraße 15 (Standort)                                                        | Mietshaus                                                                | Viergeschossiger Traufseitbau mit Satteldach, Zwerchgiebeln und Schleppgauben, weitgehend verputzter Massivbau, Erdgeschoss und Fenstergewände aus Sandsteinquadermauerwerk, mit Jugendstildekor, bezeichnet „1904“ | D-5-64-000-222            | weitere Bilder |
| Bismarckstraße 17 (Standort)                                                        | Mietshaus                                                                | Viergeschossiges zweiflügeliges Eckhaus mit Walmdach, Blendgiebel und Dacherkern mit Walmdächern, Sandsteinquaderbau mit dreigeschossigem Erker und Neurenaissance- bzw. Jugendstildekor, bezeichnet „1903“ | D-5-64-000-223            | weitere Bilder |
| Bismarckstraße 20 (Standort)                                                        | Schulhaus (sogenannte Bismarck-Schule)                                   | Viergeschossiger zweiflügeliger Bau mit Walmdächern, Zwerchgiebeln, Laternenaufsätzen und Schleppgauben, zweigeschossiger Saalbau mit Flachdach, polygonaler Uhrturm mit Haubendach und Laterne, Erdgeschoss rustiziertes Sandsteinquadermauerwerk, Obergeschosse massiv verputzt, reicher Jugendstildekor, 1902/04 nach Plänen von Georg Kuch | D-5-64-000-224            | weitere Bilder |
| Bismarckstraße 20 (Standort)                                                        | Nördliches Nebengebäude                                                  | Zweigeschossiger verputzter Massivbau mit Walmdach und Sandstein-Lisenengliederung, um 1904 | D-5-64-000-224            | weitere Bilder |
| Fenitzerstraße 27 (Standort)                                                        | Mietshaus                                                                | Fünfgeschossiges zweiflügeliges Eckhaus mit Walmdach und Giebeldachgauben, Sandsteinquaderbau mit zweigeschossigem Eckerker und Neurenaissancedekor, um 1900 | D-5-64-000-449            | weitere Bilder |
| Fenitzerstraße 33 (Standort)                                                        | Mietshaus                                                                | Viergeschossiger Kopfbau mit Mansardhalbwalmdach und Giebeldacherkern, weitgehend verputzter Massivbau, Straßenfassade im Erdgeschoss Sandsteinquadermauerwerk, mit dreigeschossigem Sandstein-Erker und reichem Jugendstildekor, um 1908 | D-5-64-000-450            | weitere Bilder |
| Fröbelstraße 6 (Standort)                                                           | Mietshaus                                                                | Viergeschossiges zweiflügeliges Eckhaus mit Mansarddach und Schleppgauben, Gebäudeecke um ein Geschoss erhöht mit Walmdach, Erdgeschoss aus Sandsteinquadermauerwerk, Obergeschosse verputzt, mit dreigeschossigem Erker und reichem Jugendstildekor, 1907 von W. Wiesnet                                                                      | D-5-64-000-2406           | weitere Bilder |
| Geuderstraße 8 (Standort)                                                           | Mietshaus                                                                | Viergeschossiger Kopfbau mit Mansardhalbwalmdach und Giebeldacherkern, Sandsteinquaderbau, zum Teil verputzt, reicher neugotischer Dekor, bezeichnet „1899/1900“ | D-5-64-000-613            | weitere Bilder |
| Geuderstraße 18 (Standort)                                                          | Mietshaus                                                                | Viergeschossiger Traufseitbau mit Mansarddach und Giebeldacherkern, Sandsteinquaderbau mit neugotischem Dekor, bezeichnet „1899“ | D-5-64-000-614            | weitere Bilder |
| Heerwagenstraße 1 (Standort)                                                        | Mietshaus                                                                | Viergeschossiger Traufseitbau mit Mansarddach und Schleppgauben, Erdgeschoss Sandsteinquadermauerwerk, Obergeschosse weitgehend verputzt, dreigeschossiger Sandstein-Erker, reicher Jugendstil-Dekor, um 1906 | D-5-64-000-735            | weitere Bilder |
| Heerwagenstraße 3 (Standort)                                                        | Mietshaus                                                                | Viergeschossiger Traufseitbau mit Mansarddach und Schleppgauben, Erdgeschoss Sandsteinquadermauerwerk, Obergeschosse weitgehend verputzt, zweigeschossiger Sandstein-Erker, reicher Jugendstil-Dekor, um 1906 | D-5-64-000-2743           | weitere Bilder |
| Heerwagenstraße 5 (Standort)                                                        | Mietshaus                                                                | Viergeschossiger Kopfbau mit Mansarddach und Zwerchgiebel, Straßenfassade im Erdgeschoss Sandsteinquadermauerwerk, im Übrigen Ziegelmauerwerk, straßenseitig verputzt, reicher Jugendstil-Dekor, um 1906, Schleppgauben neu | D-5-64-000-2744           | weitere Bilder |
| Heerwagenstraße 7 (Standort)                                                        | Mietshaus                                                                | Viergeschossiger Kopfbau mit Mansarddach und Zwerchgiebel, Straßenfassade im Erdgeschoss Sandsteinquadermauerwerk, im Übrigen verputztes Ziegelmauerwerk, reicher Jugendstildekor, bezeichnet „1906“, Schleppgauben neu | D-5-64-000-2745           | weitere Bilder |
| Ludwig-Feuerbach-Straße 44 (Standort)                                               | Mietshaus                                                                | Viergeschossiges Eckhaus mit flachem Walmdach und Giebelgauben, Sandsteinquaderbau mit Sandstein-Erker und gotisierenden Zierformen, um 1900 | D-5-64-000-1228           | weitere Bilder |
| Mathildenstraße 22 (Standort)                                                       | Mietshaus                                                                | Viergeschossiger Traufseitbau mit Satteldach, Zwerchgiebel und Schleppgauben, Sandsteinquaderbau, zum Teil verputzt, mit Jugendstildekor, bezeichnet „1908“ | D-5-64-000-1270           | weitere Bilder |
| Mathildenstraße 22a (Standort)                                                      | Rückgebäude                                                              | Dreigeschossiger Sichtziegelsteinbau mit Pultdach, Aufzugszwerchhaus mit Satteldach und Traufgesims, gleichzeitig | D-5-64-000-1270           | BW             |
| Mathildenstraße 24 (Standort)                                                       | Mietshaus                                                                | Viergeschossiger Traufseitbau mit Satteldach, Zwerchgiebel und Schleppgauben, Sandsteinquaderbau, zum Teil verputzt, mit Jugendstildekor, um 1906/08 | D-5-64-000-1271           | weitere Bilder |
| Mathildenstraße 29 (Standort)                                                       | Mietshaus                                                                | Viergeschossiges zweiflügeliges Eckhaus mit Mansarddach und Giebeldachgauben, Erdgeschoss Sandsteinquadermauerwerk, Obergeschosse massiv verputzt, viergeschossiger Eckerker aus Sandstein mit Haubendach, mit Jugendstildekor, 1904 nach Plänen von Paul Bittorf                                                                              | D-5-64-000-2503           | weitere Bilder |
| Mathildenstraße 31 (Standort)                                                       | Mietshaus                                                                | Viergeschossiger Traufseitbau mit Mansarddach und Dacherkern, verputzter Massivbau mit rustizierter Erdgeschossfassade und dreigeschossigem Erker, mit Jugendstildekor, um 1906/08 | D-5-64-000-1272           | weitere Bilder |
| Mathildenstraße 33 (Standort)                                                       | Mietshaus                                                                | Viergeschossiger Kopfbau mit Satteldach, Giebeldacherkern und Schleppgauben, Gebäudeecke um ein Geschoss erhöht, verputzter Massivbau, Straßenfassade im Erdgeschoss aus Sandsteinquadern, mit Jugendstildekor, bezeichnet „1910“ | D-5-64-000-1273           | weitere Bilder |
| Mathildenstraße 35 (Standort)                                                       | Mietshaus                                                                | Viergeschossiger zweiflügeliger Kopfbau mit Mansardhalbwalmdach, Zwerchgiebel und Giebeldacherkern, Straßenfassade aus Sandsteinquadern, zum Teil verputzt, im Übrigen Ziegelmauerwerksbau, mit zweigeschossigem Sandsteinerker und Jugendstildekor, bezeichnet „1906“                                                                         | D-5-64-000-1274           | weitere Bilder |
| Mathildenstraße 37 (Standort)                                                       | Mietshaus                                                                | Viergeschossiger Traufseitbau mit Satteldach und Giebeldacherkern, Sandsteinquaderbau mit dreigeschossigem Mittelerker und Jugendstildekor, um 1906/08 | D-5-64-000-1275           | weitere Bilder |
| Mathildenstraße 38 (Standort)                                                       | Mietshaus                                                                | Viergeschossiger zweiflügeliger Kopfbau mit Walmdach und Ziergiebel, weitgehend verputzter Massivbau, Straßenfassade im Erdgeschoss aus Sandsteinquadern, mit dreigeschossigem Erker und Jugendstildekor, um 1906/08 | D-5-64-000-1276           | weitere Bilder |
| Rennweg 31 (Standort)                                                               | Mietshaus                                                                | Zweigeschossiges freistehendes Eckhaus mit Walmdach, Sichtziegelmauerwerk mit Stilelementen der Neurenaissance, mit rückseitiger Gusseisenloggia, um 1880/90, Dachgauben neu | D-5-64-000-1632           | weitere Bilder |
| Rennweg 59; Rennweg 61 (Standort)                                                   | Mietshausgruppe                                                          | Zwei viergeschossige Sandsteinquaderbauten mit Mansard- bzw. Mansardhalbwalmdächern, zweigeschossigen Zwerchgiebeln und Dacherkern mit Spitzhelm, mit neugotischem und Neurenaissance-Zierwerk im Neu-Nürnberger Stil errichtet, Gebäude Nr. 61 mit dreigeschossigem Sandsteinerker, um 1900                                                   | D-5-64-000-1633           | weitere Bilder |
| Rennweg 64 (Standort)                                                               | Mietshaus                                                                | Fünfgeschossiger Traufseitbau mit Satteldach und Zwerchgiebel, Sandsteinquaderbau, zum Teil verputzt, viergeschossiger risalitartiger Mittelerker aus Sandstein, mit reichem Jugendstildekor, um 1906/08 | D-5-64-000-1634           | weitere Bilder |
| Rennweg 64 (Standort)                                                               | Vorgarteneinfriedung                                                     | Jugendstil-Eisengitter, um 1906/08 | D-5-64-000-1634           | weitere Bilder |
| Rennweg 68 (Standort)                                                               | Mietshaus                                                                | Viergeschossiger Traufseitbau mit Satteldach und Dacherkern mit Spitzhelm, Sandsteinquaderbau, Mittelrisalit mit Voluten-Zwerchgiebel und zweigeschossigem Sandsteinerker, mit neugotischem und Neurenaissance-Zierwerk im Neu-Nürnberger-Stil errichtet; Vorgartenbrunnen                                                                     | D-5-64-000-1635           | weitere Bilder |
| Rennweg 68 (Standort)                                                               | Vorgarteneinfriedung                                                     | mit Gitterzaun; sämtlich um 1903/05 | D-5-64-000-1635           | BW             |
| Rennweg 68 (Standort)                                                               | Vorgartenbrunnen                                                         | | D-5-64-000-1635           | BW             |
| Rennweg 70 (Standort)                                                               | Mietshaus                                                                | Vier- bis fünfgeschossiger Traufseitbau mit Satteldach und Schleppgaube aus Fachwerk, Sandsteinquaderbau mit hölzernem Eckerker, mit neugotischem und Neurenaissance-Zierwerk im Neu-Nürnberger-Stil errichtet, um 1903/05 | D-5-64-000-2746           | weitere Bilder |
| Rennweg 70 (Standort)                                                               | Vorgarteneinfriedung                                                     | Bauzeitliche Vorgarteneinfriedung mit Gitterzaun | D-5-64-000-2746           | BW             |
| Schoppershofstraße 16 (Standort)                                                    | Mietshaus                                                                | Fünfgeschossiger Traufseitbau mit Satteldach und Ziergiebel, Sandsteinquaderbau mit Jugendstildekor, bezeichnet „1906“ | D-5-64-000-1794           | BW             |
| Schoppershofstraße 34 (Standort)                                                    | Mietshaus                                                                | Viergeschossiges breit gelagertes Traufseithaus mit Satteldach, Zwerchgiebel und zweigeschossigen Erkern, Erdgeschoss Sandsteinquadermauerwerk, Obergeschosse verputzt, Jugendstilfassade, um 1908, Dachgauben neu | D-5-64-000-1795           | weitere Bilder |
| Sulzbacher Straße 83 (Standort)                                                     | Mietshaus                                                                | Viergeschossiges Eckhaus mit rückseitig abgewalmtem Satteldach, Zwerchgiebel und Walmdachgauben, Straßenfassade und Fenstergewände aus Sandsteinmauerwerk, polygonaler Eckerker mit Spitzhelm, Neu-Nürnberger-Stil, um 1895 | D-5-64-000-1929           | weitere Bilder |
| Sulzbacher Straße 85 (Standort)                                                     | Mietshaus                                                                | Viergeschossiges Traufseithaus mit Satteldach, Zwerchgiebel und Walmdachgauben, Sandsteinbau mit Erker, Neu-Nürnberger-Stil, um 1895 | D-5-64-000-1930           | weitere Bilder |

### Marienvorstadt
| Lage                                           | Objekt                                                                     | Beschreibung | Akten-Nr.                | Bild           |
| ---------------------------------------------- | -------------------------------------------------------------------------- | --- | ------------------------ | -------------- |
| Bahnhofstraße 1; Bahnhofstraße 3 (Standort)    | Grand Hotel                                                                | Sechsgeschossiger Walmdachbau mit Sandsteinfassaden, Erkern, Balkonen und polygonalem Eckerker, Jugendstil, vereinfacht und umgebaut, mit reich ausgestattetem Richard-Wagner-Saal, um 1905/10, im Kern 1896; Baublock mit Gleißbühlstraße 20          | D-5-64-000-2280 Wikidata | weitere Bilder |
| Bahnhofstraße 5, Gleißbühlstraße 20 (Standort) | American Bavarian Hotel, ehemaliges NSDAP-Gästehaus                        | Sechsgeschossiger Satteldachbau, nach Planung von Fritz Mayer und Woldemar Brinkmann, 1935/36, Sandsteinverkleidung 1937 ausgeführt, nach Kriegsbeschädigung 1953 durch Finanzbauamt Nürnberg aufgestockt; Baublock mit Grand Hotel Bahnhofsstraße 1/3 | D-5-64-000-2281          | weitere Bilder |
| Bahnhofstraße 37 (Standort)                    | Mietshaus                                                                  | Dreigeschossiger, traufständiger Mansarddachbau mit Sandsteinfassade, Zwerchgiebel und Erker, Neurenaissance, um 1890 | D-5-64-000-141 Wikidata  | weitere Bilder |
| Bahnhofstraße 39 (Standort)                    | Mietshaus in Ecklage                                                       | Dreigeschossiger Satteldachbau mit Sandsteinfassade und Eckerker, Neurenaissance, um 1890, später teilweise aufgestockt | D-5-64-000-142 Wikidata  | weitere Bilder |
| Bahnlinie Regensburg–Nürnberg (Standort)       | Marientunnel                                                               | Straßenunterführung unter Eisenbahnstrecke mit gewölbter, steinerner Eisenbahnbrücke und Brüstungsmauer mit Uhr entlang der Bahngleise, Spätjugendstilformen, um 1906                                                                                  | D-5-64-000-409 Wikidata  | weitere Bilder |
| Badstraße 1 a (Standort)                       | Mietshaus in Ecklage                                                       | Freistehender, dreiflügeliger, viergeschossiger Mansarddachbau mit Sandsteinfassade, Erker, Zwerchgiebel und Eckerkern, Neubarock, um 1880/90 | D-5-64-000-132 Wikidata  | weitere Bilder |
| Badstraße 5 (Standort)                         | Mietshaus                                                                  | Viergeschossiger, traufständiger Satteldachbau mit Sandsteinfassade, Voluten-Treppengiebel, getrepptem Zwerchgiebel, Erker und Eckdach, reich im Neu-Nürnberger-Stil, um 1900                                                                          | D-5-64-000-133 Wikidata  | weitere Bilder |
| Badstraße 5 (Standort)                         | Eisengittertor                                                             | Gleichzeitig | D-5-64-000-133 Wikidata  | BW             |
| Blumenstraße 17 (Standort)                     | Kaufmannsvilla                                                             | Zweigeschossiger Mansardwalmdachbau auf hohem Sockelgeschoss mit Sandsteinverkleidung, Risaliten und Balkonen, reich gegliederter Neubarockbau, 1897                                                                                                   | D-5-64-000-230 Wikidata  | weitere Bilder |
| Blumenstraße 17 (Standort)                     | Einfriedung                                                                | Eisengitterzaun und Sandsteinpfeiler, gleichzeitig | D-5-64-000-230 Wikidata  | weitere Bilder |
| Flaschenhofstraße 10 (Standort)                | Mietshaus in Ecklage                                                       | Dreigeschossiger Mansarddachbau mit Sandsteinfassade, Zwerchhaus und Eckerker, Neurenaissance, von Johann Roth, um 1885; bauliche Einheit mit Neudörferstraße 15                                                                                       | D-5-64-000-473 Wikidata  | weitere Bilder |
| Königstorgraben 1 (Standort)                   | Verwaltungsgebäude der Aachener und Münchener Versicherung                 | Fünfgeschossiger, zweiflügeliger Stahlskelettbetonbau mit Flachdach, Sandstein- und Werksteinwandverkleidung und aufgesetztem Dachgeschoss, von Wilhelm Schlegtendal, 1952/53                                                                          | D-5-64-000-1033 Wikidata | weitere Bilder |
| Marienstraße 11 (Standort)                     | Verwaltungsgebäude, ehemaliges Gauhaus der NSDAP Franken, jetzt Pressehaus | Dreigeschossiger Walmdachbau mit Sandsteinverkleidung und Eingangsportikus, von Franz Ruff, 1935–37 | D-5-64-000-1263 Wikidata | weitere Bilder |
| Marienstraße 11 (Standort)                     | Herkulesrelief                                                             | An rückseitiger Fassade angebracht, Sandstein, von Wilhelm Nida-Rümelin, gleichzeitig | D-5-64-000-1263          | weitere Bilder |
| Marienstraße 11 (Standort)                     | Einfriedung                                                                | Sandsteinmauer, gleichzeitig | D-5-64-000-1263 Wikidata | weitere Bilder |
| Marientorgraben 9 (Standort)                   | Ehemaliges Verwaltungsgebäude der Nordsternversicherung                    | Sechsgeschossiger Stahlbetonskelettbau mit Flachdach, flächenbetonter Ecklösung eingezogenem Eingang an der Blumenstraße und zurückgesetztem Dachgeschoss, von Franz Reichel, 1955/56                                                                  | D-5-64-000-2450 Wikidata | weitere Bilder |
| Marientorgraben 11 (Standort)                  | Ehemaliges AEG-Verwaltungsgebäude, jetzt Städtisches Hochbauamt            | Sechsgeschossiger Bau mit Flachdach, stark verglasten ehemaligen Schauräumen im Erdgeschoss und zurückgesetztem Dachgeschoss, Stahlbetonskelettbau mit Rasterfassade, von Eduard Kappler, 1955/56                                                      | D-5-64-000-2443 Wikidata | weitere Bilder |
| Neudörferstraße 15 (Standort)                  | Mietshaus                                                                  | Dreigeschossiger Mansardwalmdachbau mit Sandsteinfassaden und Zwerchhaus, Neurenaissance, von Johann Roth, bezeichnet „1884/85“, im Inneren entkernt; bauliche Einheit mit Flaschenhofstraße 10                                                        | D-5-64-000-1387 Wikidata | weitere Bilder |
| Reindelstraße 7 (Standort)                     | Wohnheim für berufstätige Frauen: Hauptgebäude                             | Siebengeschossiger Stahlbetonskelettbau mit vorkragendem Flachdach, Längsfassaden von Balkonen rhythmisch gegliedert von Wilhelm Schlegtendal, um 1955/56                                                                                              | D-5-64-000-2494 Wikidata | weitere Bilder |
| Reindelstraße 5 (Standort)                     | Wohnheim für berufstätige Frauen: Nebenflügel                              | Dreigeschossiger Stahlbetonskelettbau mit Flachdach und Balkonen von Wilhelm Schlegtendal, um 1955/56 | D-5-64-000-2494 Wikidata | weitere Bilder |
| Reindelstraße 5, 7 (Standort)                  | Einfriedungsmauer                                                          | Verputzt; von Wilhelm Schlegtendal, um 1955/56 | D-5-64-000-2494 Wikidata | weitere Bilder |

### Veilhof
| Lage                                                                             | Objekt                                                                                        | Beschreibung | Akten-Nr.                         | Bild           |
| -------------------------------------------------------------------------------- | --------------------------------------------------------------------------------------------- | --- | --------------------------------- | -------------- |
| Bahnstrecke Nürnberg–Cheb (Standort)                                             | Eisenbahnbrücke Veilhof über den Wöhrder See an der 1877 eröffneten Bahnstrecke Nürnberg-Eger | Eisenfachwerkkonstruktion auf zwei Beton-Brückenpfeilern mit Sandsteinverkleidung, um 1877, 1899 erweitert für zweigleisigen Betrieb, 1925 Anbau des Fußgängerstegs, 1931 von MAN um ein weiteres Gleis erweitert | D-5-64-000-2832 Wikidata          | weitere Bilder |
| Bartholomäusstraße 44 (Standort)                                                 | Wöhrder Friedhof                                                                              | Angelegt 1528/29, erweitert 1620, 1642, zuletzt 1885, mit zahlreichen Grabsteinen des 17.–20. Jahrhunderts | D-5-64-000-144 Wikidata           | weitere Bilder |
| Bartholomäusstraße 44 (Standort)                                                 | Wöhrder Friedhof: Totengräberhaus                                                             | Zweigeschossiger Halbwalmdachbau mit Dachreiter, Erdgeschoss Sandsteinmauerwerk, Obergeschoss und Nordgiebel verputzt, Südgiebel Fachwerk, 17. Jahrhundert | D-5-64-000-144 zugehörig Wikidata | weitere Bilder |
| Veilhofstraße 7 (Standort)                                                       | Wöhrder Friedhof: Aussegnungshalle                                                            | Eingeschossiger Sandsteinquaderbau mit Halbwalmdach, Mittelrisalit mit Zwerchgiebel, wohl spätes 19. Jahrhundert | D-5-64-000-144 zugehörig Wikidata | weitere Bilder |
| Bartholomäusstraße 44; Nähe Bartholomäusstraße; Bartholomäusstraße 42 (Standort) | Friedhofsmauer                                                                                | Aus Sandsteinquader- bzw. Ziegelmauerwerk, 16.–19. Jahrhundert | D-5-64-000-144 zugehörig Wikidata | weitere Bilder |
| Freytagstraße 1 (Standort)                                                       | Mietshaus                                                                                     | Viergeschossiges zweiflügeliges Eckhaus mit Krüppelwalmdach und Walmdachgauben, verputzter Bau mit Sandsteinsockel, einem dreigeschossigen sowie einem zweigeschossigen Erker und Spätjugendstildekor, bezeichnet „1912“ | D-5-64-000-507 Wikidata           | weitere Bilder |
| Freytagstraße 9 (Standort)                                                       | Mietshaus                                                                                     | Viergeschossiger Traufseitbau mit Satteldach, breitem massivem Giebeldacherker und Fachwerk-Schleppgauben, verputzter Bau mit Sandsteinsockel und polychromem Spätjugendstildekor, zwei zweigeschossige Erker mit Balkonbrüstungen, um 1910 | D-5-64-000-508 Wikidata           | weitere Bilder |
| Freytagstraße 11 (Standort)                                                      | Mietshaus                                                                                     | Viergeschossiges Eckhaus mit Satteldach, Zwerchgiebel mit Krüppelwalmdach, massivem Giebeldacherker und Fachwerk-Schleppgauben, verputzter Bau mit Sandstein-Erdgeschoss und polychromem Spätjugendstildekor, zweigeschossiger Sandsteinerker mit Balkonbrüstung, bezeichnet „1910“, von Hans Beitter | D-5-64-000-509 Wikidata           | weitere Bilder |
| Riehlstraße 4 (Standort)                                                         | Mietshaus                                                                                     | Viergeschossiger Traufseitbau mit Satteldach, eckturmartigem zweigeschossigem Dacherker mit Walmdach und Walmdachgauben, verputzter Massivbau mit Sandstein-Erdgeschoss und Spätjugendstildekor, um 1910 | D-5-64-000-1651 Wikidata          | weitere Bilder |
| Veilhofstraße 34 (Standort)                                                      | Ehemaliges Sebastian-Spital                                                                   | Vierflügelanlage um einen Innenhof, drei-bis viergeschossige verputzte Flügelbauten mit Walmdächern, Zwerchgiebeln und Schleppdachgauben, Eingangsrisalit mit Zwerchgiebel und Portal mit Plastiken, rückseitig zum Teil reich profilierte Fachwerk-Giebeldachgauben, an der Südost-Ecke Kapelle mit sechsgeschossigem Turm mit Spitzhelm und Sandsteingliederung, Anklänge an die Deutsche Renaissance um 1600, „1910–14“ (bezeichnet) von Heinrich Wallraff | D-5-64-000-2013 Wikidata          | weitere Bilder |
| Veilhofstraße 38 (Standort)                                                      | Krankenhausbau zum Sebastian-Spital gehörig                                                   | Dreigeschossiger langgestreckter Bau mit Satteldach, Giebel- und Schleppdachgauben, zwei Eckrisalite mit Halbwalmdächern und Schleppdachgauben, rückseitiger gestaffelter Mittelrisalit mit Walm- und Haubendach, verputzter Bau mit Sandstein-Eckquaderung, 1910–13 | D-5-64-000-2014 Wikidata          | weitere Bilder |

### Tullnau
| Lage                             | Objekt                                                   | Beschreibung | Akten-Nr.                | Bild           |
| -------------------------------- | -------------------------------------------------------- | --- | ------------------------ | -------------- |
| Arminiusstraße 1 (Standort)      | Wohnhaus                                                 | Zweigeschossiger, verputzter Satteldachbau mit Treppengiebeln und halbrunden Erkern, im Stil der Neuen Sachlichkeit, von Otto Hauer, 1928 | D-5-64-000-2279 Wikidata | weitere Bilder |
| Arminiusstraße 1 (Standort)      | Einfriedungsmauer                                        | zugehörig, verputzt, gleichzeitig | D-5-64-000-2279 Wikidata | weitere Bilder |
| Kressengartenstraße 2 (Standort) | Ehemalige Bayerische Milchversorgung, Verwaltungsgebäude | Viergeschossiger Betonskelettbau mit Flachdach und Pfeilervorlagen mit Natursteinverkleidung, im Internationalen Stil, von Otto Ernst Schweizer, 1930 | D-5-64-000-1138 Wikidata | weitere Bilder |
| Ostendstraße 28 (Standort)       | Terrassenanlage mit Pergola                              | Treppen und Balustraden, Kalkstein, um 1910/15; in der Tullnau neben Ostendstraße 28 | D-5-64-000-1472 Wikidata | weitere Bilder |
| Teutonenstraße 43/45 (Standort)  | Zweiteilige Villengruppe                                 | Zweiteilige, symmetrisch angelegte Villengruppe, eingeschossige, traufständige Massivbauten mit Schopfwalmdächern, Dachgauben und rechtwinklig angebauten Garagen mit Walmdach, über eingeschossigen, zum Garten hin offenem Laubengang verbunden, fränkisch barockisierender Heimatstil, bezeichnet „1939“, von Fritz Mayer | D-5-64-000-1939 Wikidata | weitere Bilder |
| Teutonenstraße 43/45 (Standort)  | Einfriedung                                              | Zugehörig, Sandsteinmauer, gleichzeitig | D-5-64-000-1939 Wikidata | weitere Bilder |

### Gleißhammer
| Lage                                          | Objekt                                                        | Beschreibung | Akten-Nr.               | Bild           |
| --------------------------------------------- | ------------------------------------------------------------- | --- | ----------------------- | -------------- |
| Gleißhammerstraße 4, Zeltnerweiher (Standort) | Ehemaliger Herrensitz Gleißhammer, sogenanntes Zeltnerschloss | Dreigeschossiger Sandsteinquaderbau mit Walmdach, 1569, Mitte 19. Jahrhundert erneuert, nach Kriegsschäden 1955 in vereinfachter Form wiederaufgebaut | D-5-64-000-622 Wikidata | weitere Bilder |
| Gleißhammerstraße 6 (Standort)                | Ökonomiegebäude                                               | Erdgeschossiger, traufständiger Satteldachbau aus rustizierten Sandsteinquadern, 1. Hälfte 19. Jahrhundert                                            | D-5-64-000-622 Wikidata | BW             |
| Gleißhammerstraße 2 (Standort)                | Tor- und Basteigebäude                                        | Erdgeschossiger Sandsteinquaderbau mit Walmdach und Dachreiter, im Kern 16. Jahrhundert, 1795 umgebaut und erweitert                                  | D-5-64-000-622 Wikidata | weitere Bilder |

## Abgegangene Baudenkmäler
In diesem Abschnitt sind Objekte aufgeführt, die früher einmal in der Denkmalliste eingetragen waren, jetzt aber nicht mehr existieren, z. B. weil sie abgebrochen wurden. Aktennummern in diesem Abschnitt sind ehemalige, jetzt nicht mehr gültige Aktennummern.

| Lage                                     | Objekt                                                   | Beschreibung | Akten-Nr.       | Bild |
| ---------------------------------------- | -------------------------------------------------------- | --- | --------------- | ---- |
| Bahnhofstraße 40 (Standort)              | Verwaltungsgebäude der Eisenbahn                         | Zweigeschossiger, barockisierender Sandsteinquaderbau mit Halbwalmdach und Flacherker, bezeichnet „1907“                                                                                 | D-5-64-000-3932 | BW   |
| Harmoniestraße 27, Nunnenbeckstraße 5 () | Ehemaliges Verwaltungsgebäude des Großkraftwerks Franken | Dreigeschossiges zweiflügeliges Bürogebäude mit flachem Walmdach und Dachgauben, sachlicher Putzbau mit Hausteingliederung, 1927–1929 (bezeichnet „1928“) von Hans Müller und Karl Kröck | D-5-64-000-2332 |      |